# 武仙座OP
武仙座OP，又名BD+45 2627，HD 163990、SAO 47080、HR 6702，是武仙座的一颗恒星，视星等为6.02，位于銀經72.16，銀緯28.17，其B1900.0坐标为赤經17h 53m 56.2s，赤緯+45° 28.17′ 47″。